# Eupithecia tarensis
Eupithecia tarensis là một loài bướm đêm trong họ Geometridae.